# Широнінці
Широнінці — солдати 1-го взводу 8-ї роти 78-го гвардійського стрілецького полку 25-ї гвардійської стрілецької дивізії під командуванням лейтенанта П. М. Широніна, що в ході бойових дій, відомих як третя битва за Харків, прийняли бій із переважаючими силами Вермахту (авангард 6-ї танкової дивізії) біля села Таранівка (Харківська область, УРСР), з 2 по 6 березня 1943 року.

## Історія
У боях під Москвою і на Північно-Західному фронті відзначилася 71-ша морська стрілецька бригада, яка стала згодом 2-ю гвардійською стрілецькою бригадою, з квітня 1942 року було перетворено на 25-ту гвардійську стрілецьку дивізію.
Після Сталінградської битви Червона армія перейшла в наступ, в ході якого вийшла до Харкова. Командування вермахту створило потужне угруповання на південний захід від Харкова, за чисельністю воно перевершувало сили Червоної армії: по людях вдвічі, а по авіації втричі.[джерело?] 78-й гвардійський полк 25-ї гвардійської стрілецької дивізії, у який входив взвод лейтенанта Широніна, тримав позиції в районі села Таранівка.
Взвод обороняв позиції біля залізничного переїзду в районі села. У період з 2 по 6 березня 1943 року взвод витримав кілька боїв за переїзд. 5 березня противник зробив найпотужнішу спробу захопити переїзд, щоб на зайняті позиції могли вийти бронепоїзди для обстрілу Харкова. Позиції взводу атакували 35 німецьких танків і бронемашин.[джерело?] Єдину 45-міліметрову гармату, що була у взводі, було знищено в перші хвилини бою, проте бійці вогнем із протитанкових рушниць, гранатами і пляшками із запальною сумішшю знищили 16 танків і бронемашин, і вогнем із кулеметів і пістолетів-кулеметів знищили понад 100 солдатів противника. Кілька бійців взводу кинулися з гранатами під ворожі танки, жертвуючи своїми життями. У ході запеклого бою велика частина взводу загинула. У живих залишилося лише 6 чоловік. Усі загиблі бійці взводу поховані в братській могилі в селі Таранівка.
Командир 1-ї Чехословацької дивізії Людвік Свобода, дивізія якого прийняла перший бій поруч з 25-ю Чапаєвською дивізією, наводив у приклад своїм солдатам і офіцерам подвиг героїв-широнінців. [джерело?]
18 березня 1943 р. Указом Президії Верховної Ради СРСР 25 осіб із взводу Широніна були удостоєні звання Героїв Радянського Союзу.

## Взвод Широніна
Звання та посади наведені на момент боїв.
| №  | П. І. Б                       | Звання          | посада                    | Дата і місце народження                                                                        | Дата смерті    | Місце поховання                    |
| -- | ----------------------------- | --------------- | ------------------------- | ---------------------------------------------------------------------------------------------- | -------------- | ---------------------------------- |
| 1  | Широнін Петро Миколайович     | Лейтенант       | Командир взводу           | 12 червня 1909 року, місто Кірс Верхньокамського району Кіровської області                     | 30 червня 1968 | місто Кірс                         |
| 2  | Нечипуренко Сергій Васильович | Старшина        | командир відділення       | 1910 рік, село Лук'янівка Семиозерного району (нині Аулієкольський район) Кустанайскої області | 2 березня 1943 | Таранівка                          |
| 3  | Зімін Сергій Григорович       | Старшина        | командир відділення       | 1907 рік, село В'юн Сергачського району Нижньогородської області                               | 5 березня 1943 | Таранівка                          |
| 4  | Болтушкін Олександр Павлович  | Старший сержант | помічник командира взводу | 1904 рік, село Сарафановска Куліга Нюксенського району Вологодської області                    | 5 березня 1943 | Таранівка                          |
| 5  | Вернигоренко Іван Григорович  | Старший сержант | командир відділення       | 19 вересня 1918 року, хутір Новомихайлівський Новоодеського району Миколаївськой області       | 26 січня 1984  | Таранівка                          |
| 6  | Сухін Олександр Іванович      | Сержант         | командир відділення       | 15 серпня 1923 року, село Васил'євка Матвєєвського району Оренбурзької області                 | 5 березня 1943 | Таранівка                          |
| 7  | Кир'янов Микола Іванович      | Сержант         | командир відділення       | 17 лютого 1921 року, місто Тверь                                                               | 5 березня 1943 | Таранівка                          |
| 8  | Сєдих Іван Вікторович         | Сержант         | командир відділення       | 1904 рік, місто Тверь                                                                          | 5 березня 1943 | Таранівка                          |
| 9  | Грудінін Василь Семенович     | Сержант         | командир відділення       | 1913 рік, місто Іваново-Вознесенськ (нині Іваново)                                             | 2 березня 1943 | Таранівка                          |
| 10 | Букаєв Іван Прокопович        | Рядовий         | стрілець                  | 31 травня 1901 року, село Станично-Луганське Луганської області                                | 11 серпня 1971 | Станично-Луганске                  |
| 11 | Візгалін Іван Павлович        | Рядовий         | стрілець                  | 1920 рік, Тихорєцьк Краснодарського края                                                       | 5 березня 1943 | Таранівка                          |
| 12 | Гертман Павло Андрійович      | Рядовий         | стрілець                  | 1911 рік, місто Харків                                                                         | 5 березня 1943 | Таранівка                          |
| 13 | Злобін Яків Дмитрович         | Рядовий         | стрілець                  | 1917 рік, село Михайлово Бобровського району Воронезької області                               | 5 березня 1943 | Таранівка                          |
| 14 | Ісаков Василь Леонович        | Рядовий         | стрілець                  | 1916 рік, село Турмасово Мічурінського району Тамбовської області                              | 30 серпня 1943 | місто Розсош                       |
| 15 | Крайко Олексій Іванович       | Рядовий         | стрілець                  | 18 травня 1911 року, село Равнопілля Пуховицького району Мінської області                      | 5 березня 1943 | Таранівка                          |
| 16 | Павлов Василь Михайлович      | Рядовий         | стрілець                  | 10 липня 1904 року, село Верхній Ристюг Нікольського району Вологодської області               | 5 березня 1943 | Таранівка                          |
| 17 | Силаєв Іван Миколайович       | Рядовий         | стрілець                  | 1915 рік, село Новіково Арзамаського району Нижньогородської області                           | 5 березня 1943 | Таранівка                          |
| 18 | Скворцов Андрій Аркадійович   | Рядовий         | стрілець                  | 1894 рік, село Стралі, нині Скворцово Варнавинського району Нижньогородської області           | 5 березня 1943 | Таранівка                          |
| 19 | Субботін Микола Іванович      | Рядовий         | стрілець                  | 1908 рік, місто Харків                                                                         | 5 березня 1943 | Таранівка                          |
| 20 | Танцуренко Василь Дмитрович   | Рядовий         | стрілець                  | 5 березня 1913 року, село Прилуки Хорольского району Приморського краю                         | 5 березня 1943 | Таранівка                          |
| 21 | Торопов Олександр Федорович   | Рядовий         | стрілець                  | 1923 рік, село Високово Мишкінського району Ярославської області                               | 27 травня 1946 | місто Мостиська Львівської області |
| 22 | Тюрін Олександр Миколайович   | Рядовий         | стрілець                  | 28 серпня 1909 року, місто Тула                                                                | 18 червня 1980 | Тула                               |
| 23 | Фаждеєв Степан Петрович       | Рядовий         | стрілець                  | 1916 рік, місто Харків                                                                         | 5 березня 1943 | Таранівка                          |
| 24 | Чертенков Іван Матвійович     | Рядовий         | стрілець                  | 1912 рік, село Рождєствєнка Тимського району Курської області                                  | 5 березня 1943 | Таранівка                          |
| 25 | Шкодін Петро Тихонович        | Рядовий         | стрілець                  | 25 лютого 1923 року, село Лопухінка Губкінського району Бєлгородської області                  | 5 березня 1943 | Таранівка                          |

## Пам'ять
- Вічний вогонь у селі Таранівка[3].

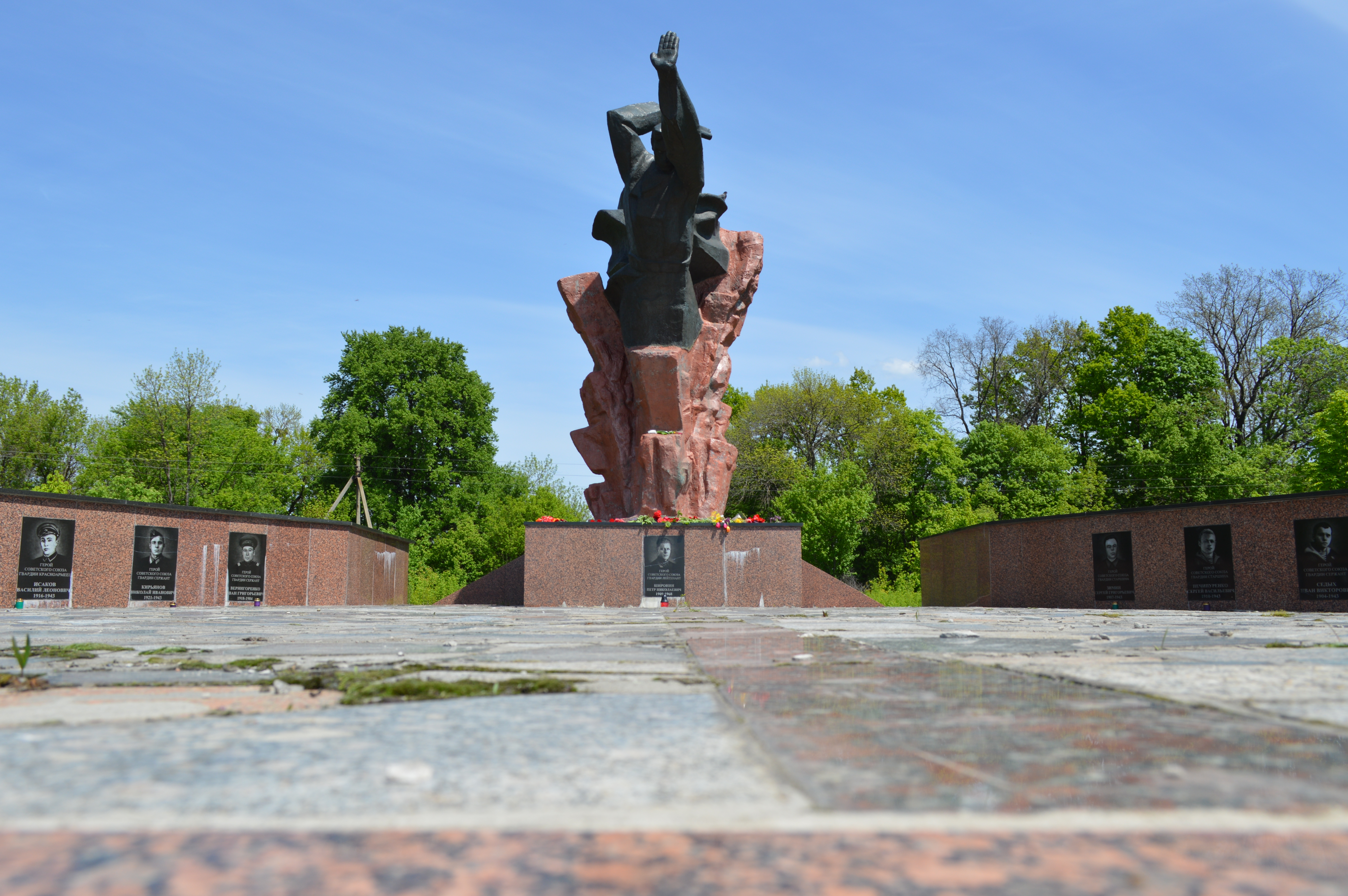

- Залізничний пасажирський зупинний пункт у селі Таранівка називається «Широніне».
- В їх пам'ять рибальський траулер названий «Герої Широнінців».
- На батьківщині героїв встановлені пам'ятники, а їхніми іменами названі вулиці.
- На їхню честь у Харкові названа вулиця Гвардійців-Широнінців, у Кірові — вулиця Широнінців.
- Герої-широнінці були навічно зараховані до списків 326-го стрілецького полку 25-ї стрілецької дивізії.
- Подвиг широнінців ліг в основу сценарію фільму Леоніда Бикова «Ати-бати, йшли солдати…».